# 小敷谷
小敷谷（こしきや）は、埼玉県上尾市の大字。郵便番号は362-0064。
市の統計などでは大石地区で分類されている。

## 地理
埼玉県の中央地域（県央地域）で、上尾市南部の概ね大宮台地上に位置する南北にやや長い地区である。東側を今泉や壱丁目、南側を壱丁目西や壱丁目南、西側を平方や畔吉、北側を中分や小泉と隣接する。南側では地頭方とも僅かに隣接する。地区の東部は市街化区域で団地が立地する地区は第一種中高層住居専用地域、アリオ上尾が立地する地区は近隣商業地域、それ以外は主に第一種低層住居専用地域（上尾道路沿線は準住居地域、上尾環状線沿いは第一種住居地域）に指定されている。上尾駅からは遠いが、高度経済成長期の住宅難を契機に整備された団地などが多く立地する。2016年には上尾道路が開通し、さいたま市や首都圏中央連絡自動車道（圏央道）方面への交通量が増加した。また、道路によって地区が南部と北部に分断されている。西部は市街化調整区域に指定され、丸山都市下水路（長堀）が北西方向に流れ、農地が多くあるやや起伏の多い区域である。

### 地価
住宅地の地価は2018年（平成30年）1月1日の公示地価によれば字大久保880-64の地点で11万8000円/m2となっている。

## 歴史
もとは江戸期より存在した武蔵国足立郡石戸領に属する小敷谷村であった。小敷谷や小舗谷とも記され、甑（こしき）の形をした低湿地の地形から生じた地名と云う。村高は正保年間の『武蔵田園簿』では116石（田45石余、畑70石余）、『元禄郷帳』によると234石余、『天保郷帳』によると236石余であった。化政期の戸数は30軒で、村の規模は東西6町、南北6町余であった。枝郷として戦国期より存在し、『武蔵田園簿』や『元禄郷帳』には載らない小林村があり、天文年間（1532年〜1555年）に創建された浄土宗小林寺があった。
1875年（明治8年）の農業産物高は『武蔵国郡村誌』によると米80石、大麦275石、小麦80.5石、大豆74石、小豆59.1石、栗90石、甘藷165312斤、菜種12.6石であった。
はじめは知行は旗本牧野家、1650年（慶安3年）分家の牧野家知行。なお、検地は1620年（元和6年）、1667年（寛文7年）、1687年（貞享4年）に実施。1701年（元禄14年）より一部を旗本牧野（新）家に分知し牧野2家との相給となる。1726年（享保11年）旗本牧野（新）家知行分が上知され幕府領、その幕府領はのちに川越藩松平家領となり、その後はその一部が幕府領に戻る。
- 幕末の時点では足立郡小敷谷村であった。明治初年の『旧高旧領取調帳』の記載によると、代官大竹左馬太郎支配所が管轄する幕府領、および旗本牧野主計、および松平又十郎の知行であった[注釈 1][15]。
- 時期不明（江戸末期〜明治初期） - 旗本松平2家[注釈 2]が知行する小林村を小敷谷村に併合する[12]。
- 1868年（慶応4年）6月19日 - 旧幕府領が武蔵知県事・山田政則（忍藩士）の管轄となる。
- 1869年（明治2年） 
  - 1月13日 - 武蔵知県事・宮原忠英の管轄区域に大宮県を設置、同県の管轄となる。県庁は東京府馬喰町に置かれる。
  - 9月29日 - 県庁が浦和に置かれ浦和県に改称。
  - 12月2日 - この日までに旗本領が上知され、浦和県の管轄となる（府藩県三治制も参照）。
- 1871年（明治4年）
  - 11月13日 - 第1次府県統合により埼玉県の管轄となる。
  - 月日不明 - 照明院（新義真言宗、日乗院末）が廃寺となる。観音堂のみ現存する[16]。
- 1872年（明治5年）3月 - 大区小区制施行により第19区に属す[17][18]。
- 1879年（明治12年）3月17日 - 郡区町村編制法により成立した北足立郡に属す。郡役所は浦和宿に設置。
- 1884年（明治17年）7月14日 - 連合戸長役場制により成立した小泉村連合に属す。連合戸長役場は小泉村に設置[19]。
- 1889年（明治22年）4月1日 - 町村制施行に伴い、小敷谷村を含む区域をもって大石村が成立、大石村の大字小敷谷となる[8]。
- 1924年（大正13年）7月15日 - 平方村の「川越上尾線」より北上し、大石村を経由[注釈 3]して桶川町に至る地内の道路を「平方桶川線」（路線番号226、現在の埼玉県道57号さいたま鴻巣線の前身）として県道に編入する[20]。
- 1947年（昭和22年）4月29日 - 地区内に学校組合立太平中学校（現、上尾市立太平中学校）が開校する[21]。
- 1955年（昭和30年）1月1日 - 町村合併促進法の施行に伴い、大石村が上尾町・平方町・原市町・上平村・大谷村と合併によって新たな上尾町となり[22]、上尾町の大字となる。
- 1958年（昭和33年）7月15日 - 上尾町が市制施行し、上尾市の大字となる[22]。
- 1960年（昭和35年）
  - 4月 - 地内に「東急くろがね上尾工場」が完成（第一期）する[23][24]。
  - 9月1日 - 地内を通る県道平方桶川線が県道66号井戸木中野林浦和線に改称される[25]。
- 1968年（昭和43年）
  - 月日不明 - 日本住宅公団（現住宅・都市整備公団）が地内の山林を造成して西上尾第一団地が建設され、12月より入居が開始される[26][27]。
  - 12月5日 - 地内に「西部浄水場」が竣工され、送水を開始する[28][29]。
- 1969年（昭和44年）3月 - 地内に市立「西上尾第一保育所」が開所する[29]。
- 1970年（昭和45年） - 日本住宅公団（現住宅・都市整備公団）が地内の畑地や谷津田を造成して西上尾第二団地が建設され、3月より入居が開始される[30]。
- 1971年（昭和46年）
  - 月日不明 - 地内に「ほし幼稚園」（現、星野学園幼稚園）が認可される[31]。
  - 11月 - 地内に市立「西上尾第二保育所」が開所する[29]。
- 1975年（昭和50年）
  - 4月 - 地内に市立「小敷谷保育所」が開所する[29]。
  - 10月 - 地内に都市計画道路「上尾平方線」が開通する[29]。
- 1976年（昭和51年）5月 - 地内に市内初の子供用図書館[32]である「西上尾こども図書館」が開館する[29][33]。
- 1977年（昭和52年）4月1日 - 地区内に上尾市立大石南中学校が開校する。
- 1982年（昭和57年） - 大石南中学校の運動場拡張工事の際に「西通Ⅰ遺跡」の発掘調査が行なわれる[34]。
- 2006年（平成18年）4月 - 地内に「フラワーフィル西上尾地区」が開発される[注釈 4]。
- 2007年（平成19年）
  - 1月23日 - 大谷北部第四地区土地区画整理事業の都市計画決定[35]。
  - 2月 - 「西上尾こども図書館」が閉館する[33]。
- 2008年（平成20年）
  - 5月 - 地内の「西上尾こども図書館」跡地に「上尾西地域福祉センター」がオープンする[29]。
  - 11月5日 - 「小敷谷の祭りばやし」が上尾市登録無形民俗文化財に登録される[36]。
- 2010年（平成22年）3月27日 - 地内に上尾道路が建設され、開通する。なお、上尾道路に「小敷谷みらい橋」と称する小敷谷を冠した横断歩道橋が架けられる[注釈 5]。
- 2013年（平成25年）6月29日 - ショッピングセンター「アリオ上尾」が開業する。
- 2020年（令和2年）
  - 7月30日 - 地内の上尾道路に横断歩道橋の「小敷谷天神橋」が架設され、渡り初めが行なわれた[37][38]。
  - 11月21日 - 大谷北部第四土地区画整理事業の換地処分が前日に行われたことに伴い、町名地番変更が行われ、大字小敷谷の一部が向山五丁目、壱丁目東、壱丁目南、壱丁目西、壱丁目北の各一部となる[39]。また、大字壱丁目字中の一部が大字小敷谷字原通に、大字壱丁目字中・大字壱丁目字愛宕前・大字壱丁目字宮前の各一部が大字小敷谷字木戸にそれぞれ編入される[39]。
- 2021年（令和3年）3月 - 地内の市立「西上尾第二保育所」が老朽化に伴ない急遽閉園される[40]。
- 2023年（令和5年）4月1日 - 地内の市立「西上尾第一保育所」が、壱丁目東に立地する子ども・子育て支援複合施設（AGECOCO）内の市立「大谷西保育所」に移転統合される。

### 小字
- 木戸[9]
- 堀込[注釈 6]
- 南前[注釈 7]
- 氷川前
- 天久保
- 儘上
- 大久保
- 氷川後
- 西通
- 原通

## 世帯数と人口
2021年（令和3年）1月1日現在（上尾市発表）の世帯数と人口は以下の通りである。なお、西上尾第一団地は小敷谷のほか一部今泉や壱丁目に跨るが、団地の所在地が小敷谷となっており、統計上全て小敷谷（大石地区）の人口として計算される。西上尾第二団地も小敷谷と平方に跨るが、同様に統計上小敷谷の人口として計算される。
| 大字   | 世帯数    | 人口     |
| ------ | --------- | -------- |
| 小敷谷 | 8,140世帯 | 14,914人 |

## 小・中学校の学区
市立小・中学校に通う場合、学区（校区）は以下の通りとなる。
| 番地 | 小学校               | 中学校               | 選択可能学校（要 通学希望届） |
| --- | -------------------- | -------------------- | ----------------------------- |
| 1〜77番地、77番地1（西上尾第二団地 1街区22〜36号棟、2街区全域）、77番地84〜189、693〜712番地、715〜719番地、790〜821番地 | 上尾市立平方東小学校 | 上尾市立太平中学校   |                               |
| 77番地40〜77番地83（フラワーフィル西上尾） | 上尾市立平方東小学校 | 上尾市立太平中学校   | 上尾市立平方北小学校          |
| 77番地1（西上尾第二団地 1街区1〜21号棟、3街区全域） | 上尾市立平方北小学校 | 上尾市立太平中学校   |                               |
| 190〜303番地、337〜525番地、535〜539番地、542番地、555〜692番地、713〜714番地、720〜789番地、854番地〜858番地1、858番地4〜5・13、861〜862番地、966〜967番地、975番地2、975番地29                                                                                              | 上尾市立平方北小学校 | 上尾市立大石南中学校 |                               |
| 304〜336番地、526〜534番地、540〜541番地、543〜554番地、845番地1（西上尾第一団地 3街区全域）、858番地2〜3（メイプルタウン）、858番地10（メイプルタウン）、858番地14〜58（メイプルタウン）、875〜879番地、880番地1〜961番地、970〜975番地1、975番地3〜975番地28、975番地30以降 | 上尾市立大石南小学校 | 上尾市立大石南中学校 |                               |
| 822〜838番地、845番地1（西上尾第一団地 1街区全域、2街区全域）、880番地 | 上尾市立今泉小学校   | 上尾市立大谷中学校   |                               |

## 事業所
2021年（令和3年）現在の経済センサス調査による事業所数と従業員数は以下の通りである。
| 大字   | 事業所数  | 従業員数 |
| ------ | --------- | -------- |
| 小敷谷 | 194事業所 | 1,516人  |

## 交通
地区内に鉄道は敷設されていない。JR東日本高崎線上尾駅からは字大久保880-64までおよそ2.7 km離れている。駅まで遠く徒歩圏ではない。

### 道路
- 国道17号（上尾道路） - 地内に横断歩道橋の「小敷谷みらい橋」が架かる。
- 埼玉県道57号さいたま鴻巣線 - 旧県道66号井戸木中野林浦和線（1960年9月1日より[43]）
- 埼玉県道323号上尾環状線
- 上尾平方線[6]
- 小敷谷今泉線
- 小敷谷向山線

### バス
上尾駅西口駅前より西上尾第一団地方面を経由する路線バスが運行されている。
東武バスウエスト上尾営業所
地区内は「大久保 」、「小敷谷」、「西上尾車庫」、「西通り」、「大石南中学校入口」、「アリオ上尾前」、「第一団地南」、「西上尾第一団地」、「ままがみ」、「西上尾第二団地」、「平方北小学校前」バス停留所が設置されている。上尾駅西口から、バス停1番でアリオ経由第一団地センター行き。バス停2番で、第一団地センター行きか上尾車庫行き(第一団地入り口か大久保で下車)。バス停3番で、西上尾第二団地行き。
上尾市コミュニティバス「ぐるっとくん」
- 大石領家北上尾線
- 平方小敷谷循環

地区内は「大久保」、「小敷谷西部公民館南」、「大石南中学校入口」、「西上尾第一団地南」、「小敷谷南」、「西上尾第二団地東」、「大平中学校前」バス停留所が設置されている。

## 地域
かつては鎮守の氷川社のほか浅間社や氷川社（字南前）などが鎮座していたが、これらは旧大石村で村内にある神社の合祀が1907年（明治40年）に行われたため地内に存在しない。合祀先は小泉の氷川神社で、合祀後は八合神社に改称された。現在は「ふれあいの森301」と称される公園緑地内に稲荷神社がある。

### 町内会
- 小敷谷東部区自治会[48]
- 小敷谷西部区
- 三井サニータウン自治会

### 寺社・史跡
- 興旧山 小林寺 - 市指定文化財の「銅造阿弥陀如来および両脇侍立像」がある。
- 尚徳寺
- 常住寺
- 稲荷神社 - ふれあいの森301内に所在
- 西通Ⅰ遺跡（県遺跡番号：14-185[6]） - 室町時代の館跡。現地（大石南中学校の敷地とその周辺部）に案内板が設置されている。アラビア数字で「1」と記される場合もあるが、正式にはローマ数字の「Ⅰ」で表記する[49]。堀や土壙や井戸跡などの遺構や土器片・石器・陶器・板碑・古銭といった遺物が発掘された。

### 祭事
- 小敷谷の祭りばやし - 市登録無形民俗文化財[36]

### 公園・緑地
- 小敷谷西部区子ども広場
- メイプル公園
- ふれあいの森301 - 公園緑地（座標：北緯35度57分52秒 東経139度33分28秒 / 北緯35.964560度 東経139.557836度）

※ これ以外にも無名の公園が地内にいくつかある。

### 施設
- 上尾市立大石南中学校 - 指定緊急避難場所（地震）および指定一般避難所（地震）に指定[50]。
- 上尾市立太平中学校 - 大石地区（小敷谷2-3）に立地するが、平方地区の指定緊急避難場所（地震）および指定一般避難所（地震）に指定されている[50]。
- 上尾市立平方東小学校（一部）
- 星野学園幼稚園
- 上尾市立小敷谷保育所
- 上尾市立西上尾第一保育所 - 大谷西保育所に統合され、閉園。
- 上尾市立西上尾第二保育所 - 同上。老朽化により前倒しで閉園。
- 白ばら学園こどもの家 - 保育施設
- 上尾警察署西上尾交番
- 上尾西郵便局
- 上尾小敷谷南郵便局
- 上尾西地域福祉センター「ほほえみ」
- 小敷谷西部公民館
- 小敷谷東部公会堂
- 西部浄水場
- 西上尾第一団地
  - 西上尾第一団地3街区グラウンド - 指定緊急避難場所（地震・洪水）に指定[50]。
- 西上尾第二団地
  - 西上尾第二団地中央グラウンド - 指定緊急避難場所（地震・洪水）に指定[50]。
- フラワーフィル西上尾地区 - フラワーフィル公園を併設
- 三井サニータウン
- 東武バスウエスト上尾営業所
- アリオ上尾（一部）